# 151 a. C.
El año 151 a. C. fue un año del calendario romano prejuliano. En el Imperio romano, fue conocido como el año 603 Ab Urbe condita.

## Acontecimientos
- A petición de Polibio, Escipión Emiliano consigue el apoyo del estadista romano Catón el Viejo (cuyo hijo se había casado con la hermana de Escipión Emilia) para una propuesta de liberar (y devolver a Grecia) los 300 rehenes aqueos que todavía se retenían sin juicio después de ser deportados a Roma en el año 167 a. C.
- Fuerzas romanas ayudan al activo puerto comercial griego de Masilia a combatir los ataques de los celtas de la Galia Cisalpina.
- Ejércitos romanos bajo el mando del pretor Servio Sulpicio Galba y el procónsul Lucio Licinio Lúculo llegan a Hispania Ulterior y comienzan el proceso de someter la población local. La revuelta de los celtíberos de Numancia se detiene. Campaña de Lúculo contra los vacceos.[1]